# Nathan Fillion

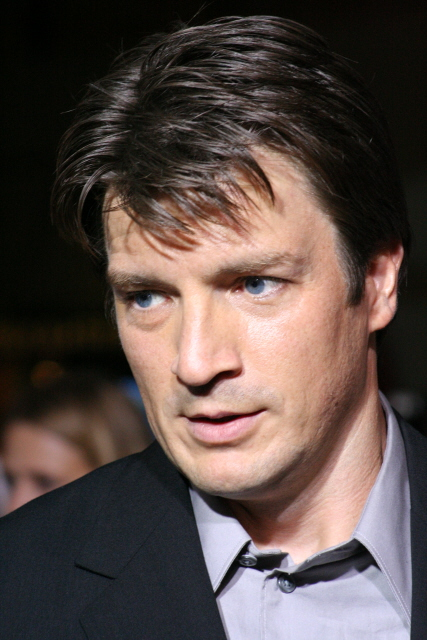
Nathan Fillion la premiera serialului Serenity

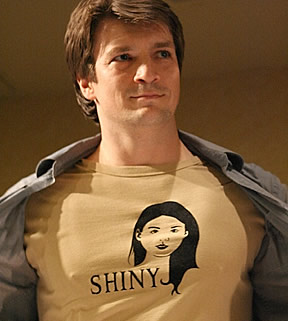
Nathan Fillion la premiera serialului Serenity

Nathan Christopher Fillion (n. 27 martie 1971) este un actor canadian, în prezent jucând rolul agentului de poliție John Nolan în serialul Recrutul. Acesta este cel mai bine cunoscut și pentru rolul romancierului Richard Castle, în serialul produs de ABC Castle. El mai este cunoscut și pentru interpretarea rolului principal (Căpitanul Malcolm Reynolds) din serialul de televiziune Firefly și în continuarea sa, filmul Serenity.
Fillion a fost implicat și în telenovelele TV, teatru, filme distribuite în mod tradițional cum ar fi Slither sau Trucker, filme  distribuite pe Internet cum ar fi Dr. Horrible's Sing-Along Blog. A fost vocea din jocul video Halo 3: ODST.

## Filmografie
| An   | Titlu                              | Rol                                   | Note                                                                                    |
| ---- | ---------------------------------- | ------------------------------------- | --------------------------------------------------------------------------------------- |
| 1993 | Ordeal in the Arctic               | Tom Jardine                           | film de televiziune                                                                     |
| 1994 | Strange and Rich                   | Walter Hoade                          |                                                                                         |
| 1996 | Spin City                          | Guy (necreditat)                      | Episodul: "A Star Is Born"                                                              |
| 1997 | Total Security                     | Troy Larson                           | Episodul: "Das Bootie"                                                                  |
| 1998 | Saving Private Ryan                | Pvt. James Frederick 'Minnesota' Ryan |                                                                                         |
| 1998 | Maggie Winters                     | Ronald                                | Episodul: "Mama's Got a Brand New Bag"                                                  |
| 1998 | Two Guys, a Girl and a Pizza Place | Johnny Donnelly                       | 1998– 2001 (60 episoade)                                                                |
| 1999 | Blast from the Past                | Cliff                                 |                                                                                         |
| 1999 | The Outer Limits                   | Michael Ryan                          | Episodul: "Star Crossed"                                                                |
| 2000 | Dracula 2000                       | Părintele David                       |                                                                                         |
| 2001 | King of the Hill                   | Frisbee Guy (voice)                   | Episodul: "Luanne Virgin 2.0"                                                           |
| 2002 | Pasadena                           | Rev. Glenn Collins                    | Episodul: "Someone to Talk To" Episodul: "A River in Egypt" Episodul: "The Truth Hurts" |
| 2002 | Firefly                            | Căpitanul Malcolm Reynolds            | 2002–2003 (14 episoade)                                                                 |
| 2003 | Buffy the Vampire Slayer           | Caleb                                 | 5 episoade                                                                              |
| 2003 | Water's Edge                       | Robert                                |                                                                                         |
| 2003 | Miss Match                         | Adam Logan                            | 6 episoade                                                                              |
| 2003 | Alligator Point                    | Bill                                  | film pentru televiziune                                                                 |
| 2004 | Hollywood Division                 | Detectivul Tommy Garrett              | film pentru televiziune                                                                 |
| 2004 | Outing Riley                       | Luke Riley                            |                                                                                         |
| 2005 | Serenity                           | Căpitanul Malcolm Reynolds            |                                                                                         |
| 2005 | Justice League                     | Diferite                              | Episodul: "Patriot Act"                                                                 |
| 2006 | Justice League                     | Diferite                              | Episodul: "Hunter's Moon"                                                               |
| 2006 | Lost                               | Kevin Callis                          | Episodul: "I Do"                                                                        |
| 2006 | Slither                            | Bill Pardy                            |                                                                                         |
| 2007 | Robot Chicken                      | Diferite                              | Episodul: "Losin' the Wobble"                                                           |
| 2007 | White Noise: The Light             | Abe Dale                              |                                                                                         |
| 2007 | Waitress                           | Dr. Jim Pomatter                      |                                                                                         |
| 2007 | Drive                              | Alex Tully                            | 6 episoade                                                                              |
| 2007 | One Life to Live                   | Joey Buchanan                         | 2 episoade                                                                              |
| 2007 | Desperate Housewives               | Dr. Adam Mayfair                      | 2007–2008 (11 episoade)                                                                 |
| 2008 | Trucker                            | Runner                                |                                                                                         |
| 2008 | Dr. Horrible's Sing-Along Blog     | Captain Hammer                        | 3 episoade                                                                              |
| 2008 | PG Porn                            | Chris                                 | Episodul: "Nailing Your Wife"                                                           |
| 2009 | Robot Chicken                      | Diferite                              | Episodul: "We Are a Humble Factory"                                                     |
| 2009 | Wonder Woman                       | Steve Trevor (voce)                   | Video                                                                                   |
| 2009 | Castle                             | Richard Castle                        | 2009–prezent (56+ episoade)                                                             |
| 2010 | Super                              | The Holy Avenger                      |                                                                                         |
| 2012 | Mult zgomot pentru nimic           | Dogberry                              |                                                                                         |